# Evlenmeliyiz
„Evlenmeliyiz” este o înregistrare pop a interepretei belgiene Hadise. Piesa a fost lansată ca cel de-al treisprezecelea disc single al artistei, fiind inclus pe cel de-al patrulea album de studio, Kahraman. „Evlenmeliyiz” a fost lansat doar în Turcia și a ocupat locul 6, devenind cel de-al patrulea hit de top 20 al artistei în această țară, după „A Good Kiss” (locul 6), „Deli Oğlan” (locul 3) și „Așkkolik” (locul 17).

## Clasamente
| Clasament            | Poziția maximă | Referință |
| -------------------- | -------------- | --------- |
| Turkish Top 20 Chart | 6              | [ 2 ]     |